# Radio Inca Sat
Radio Inca Sat es una emisora de radio peruana que se dedica a la venta de espacios radiales en su programación incluye géneros folklóricos y tropicales. Su propietario es CRP Radios.
Su estación principal es OBX-4E AM, la cual transmite en la frecuencia 540 kHz de la banda AM de Lima, además transmite vía Internet en el resto del país y en todo el mundo.

## Historia
La original Radio Inca fue fundada en 1954 por iniciativa de Bartolomé Dextre Freyle y Augusto Irey Shimabukuro, transmitiendo en la frecuencia 1470 AM. Ambos compraron la antigua Radio Restauración, le cambiaron el nombre y trasladaron su sede a la Av. Wilson. En 1965, la emisora cambió de programación con un formato de música folklórica.

 Fue una de las primeras emisoras en emitir contenido 24 horas. A fines de los años 1970, cambió su programación para comenzar a emitir pop rock y baladas en español. Empezó con la difusión de minibloques de corta duración como Quince minutos con los Bee Gees, los cuales se extenderían primero a 30 minutos y luego a una hora.
Su eslogan era Inka Ray-Dio (leído /réidio/),  pronunciado de esta forma por el locutor Jorge Cox, presentador de programas como El Juke Box International Billboard 80. La emisora también contaba con otros DJs como El Honorable Kenji, José Cáceres y Lucho Elías.
En 1979, Radio Inca cambió de nombre a Radio Frecuencia y desde entonces transmitía los éxitos de Bee Gees. Un año después, en 1981, revirtió su denomniación nuevamente a Radio Inca y se trasladó a la frecuencia 1280 kHz de la banda AM de Lima. Este cambio originó protestas por parte de Radio Miraflores, la cual transmitía en la frecuencia 1250 kHz en la misma ciudad, por la interferencia que podría causar su señal.
En 1986, cambio de frecuencia a los 540 AM, su equipo administrativo migró a la emisora Studio 92. Asimismo, Radio Inca Sat empezó a tener acogida en la sintonía por el cambio de su programación para emitir música tropical andina. Artistas como Chacalón, Vico, Pascualillo y grupos como Los Shapis, Markahuasi, Alegría o Génesis gozaban de popularidad en aquel entonces. Ante esta tendencia, la estación empezó a ser promotora de varias presentaciones de estos artistas e incluso algunos de ellos llegaron a contar con un programa propio en la emisora, de una hora de duración.
En 1990, la emisora comenzó sus emisiones en la banda FM, en la frecuencia 107.1 MHz de Lima.
En 1998 Radiomar Producciones (hoy CRP Radios) adquirió Radio Inca Sat. La programación de la estación agregó los géneros folklore, technocumbia, huayno, merengue, saxocumbia y saya con algunos programas informativos. Cabe señalar que para 2005 permaneció operando en FM y AM, con ambos transmisores siendo financiados por concesiones de artistas y agrupaciones musicales.
En 2007, la señal de los 107.1 FM salió de aire para dar paso a Top FM, de música variada. Después, en 2008, esta cambió de nombre a Radio Nueva Q FM. Como consecuencia de estos cambios, Radio Inca Sat acorta su nombre a Radio Inca y se mantiene en la frecuencia 540 kHz de la banda AM. Elimina, además, al resto de géneros de la programación con la excepción del folklore y saxocumbia.
El 1 de marzo de 2019 Radio Inca 540 AM se volvió a nombrar Inca Sat y volvió a la FM en la frecuencia 104.3 en reemplazo de Radio Impacto en Lima por baja audiencia y sintonía. En cuanto a la programación se agregó cumbia de distintos subgéneros para ser más atrayentes en la venta de espacios radiales, que se mantenía centralizado en agrupaciones huarochiranas y yauyinas.
En el año 2020 la señal de los 104.3 FM salió del aire por baja sintonía, por este motivo, Radio Inca Sat FM desaparece definitivamente.

## Frecuencias

### Actuales
- Lima - 540 AM

### Anteriores
- Lima - 107.1 FM (anteriormente Top FM, actualmente Radio Nueva Q)
- Lima - 104.3 FM (anteriormente Impacto FM, actualmente sin señal)
- Arequipa - 94.3 FM (anteriormente Radio Moda, actualmente Radio Nueva Q)
- Cusco - 90.7 FM (anteriormente Radio Moda, actualmente Radio Nueva Q)
- Ica - 107.7 FM (actualmente Radio Moda)
- Tacna - 100.5 FM (actualmente Radio Moda)
- Abancay - 100.9 FM (actualmente reemplazado por Radio La Buenaza (local)

## Eslóganes
- 1967-1979: Inka Ray-Dio
- 1979-1999: La radio de los nuevos triunfadores
- 1999-2007, desde 2017: ¡Mi radio turbo poder!
- 2007-2014: ¡El poder del folklore!
- 2014-2019: ¡El poder del folklore y la saxocumbia!